# Hengist
Hengist eller Hengest och Horsa var enligt uppgifter i anglosaxiska krönikan samt hos den anglosaxiske munken Beda och den walesiske historieskrivaren Nennius de båda hövdingar, som i spetsen för några krigarskaror av jutar grundade det första germanska riket i England. 
De lär enligt de båda förstnämnda källorna ha kommit över till ön Thanet (nu en del av Kent) år 449, enligt Nennius ett par årtionden tidigare, samt sägs ha inkallats av britternas hövding Vortigern till hjälp mot pikter och skoter. Efter seger över dessa vände de dock sina vapen mot britterna och erövrade östra Kent och flera andra landområden. Horsa skall ha stupat 455 i slaget vid Aylesford. Hans broder Hengest besegrade britterna i ytterligare tre drabbningar och regerade till sin död 488. Efter hans död regerade hans son Oisc av Kent i landet. 
Dessa osäkra traditioner har sedermera i walesiska sagor utbroderats på ett romantiskt sätt i syfte att lämna en hedersam förklaring av britternas nederlag. De flesta engelska historieskrivare anser dem som historiska personligheter, fastän erövringsåret visats vara osannolikt.